# Новоузелинский сельсовет
Новоузелинский сельсовет — сельское поселение в Матвеевском районе Оренбургской области Российской Федерации.
Административный центр — село Новоузели.

## История
9 марта 2005 года в соответствии с законом Оренбургской области № 1904/312-III-ОЗ образовано сельское поселение Новоузелинский сельсовет, установлены границы муниципального образования.

## Население
| 2010 | 2012 | 2013 | 2014 | 2015 | 2016 | 2017 |
| ---- | ---- | ---- | ---- | ---- | ---- | ---- |
| 461  | ↘436 | ↘428 | ↘415 | ↘397 | ↘389 | ↘363 |
| 2018 | 2019 | 2020 | 2021 |      |      |      |
| ↘354 | ↘346 | ↘334 | ↘324 |      |      |      |

## Состав сельского поселения
| № | Населённый пункт | Тип населённого пункта       | Население |
| - | ---------------- | ---------------------------- | --------- |
| 1 | Измайлово        | деревня                      | 31        |
| 2 | Новоузели        | село, административный центр | 430       |